# Contea di Washington (New York)
La contea di Washington, in inglese Washington County, è una contea dell'area nord-orientale dello Stato di New York negli Stati Uniti. Il capoluogo è Fort Edward.

## Geografia fisica
La contea si trova nel centro-est dello Stato, al confine con il Vermont. Il fiume Hudson forma il confine ovest. Parte del confine orientale è delimitato dal lago Champlain e parte di quello occidentale dal lago George e dal fiume Mohawk.
La pianura della valle dell'Hudson e della parte centrale della contea si trasforma in montagna nei monti Tatonic a est e nei monti Adirondack a nord-ovest. L'angolo nord-ovest della contea è, appunto, occupato dall'Adirondack Park.

### Contee confinanti
- Contea di Essex - nord
- Contea di Addison (Vermont) - nord-est
- Contea di Rutland (Vermont) - est
- Contea di Bennington (Vermont) - sud-est
- Contea di Rensselaer - sud
- Contea di Saratoga - sud-ovest
- Contea di Warren - nord-ovest

## Storia
L'area era abitata da nativi di lingua irochese Mohawk e di lingua algonchina Mahican prima dell'arrivo dei coloni. Quando nel 1683 le dodici contee della Provincia di New York vennero istituite, il territorio dell'attuale contea faceva parte della contea di Albany. La contea fu istituita nel 1772, inizialmente con il nome di "contea di Charlotte" per la regina consorte Carlotta di Meclemburgo-Strelitz, moglie di re Giorgio III.
Fu rinominata Washington nel 1784 in onore del primo presidente degli Stati Uniti. La contea aveva a quel tempo un'estensione molto maggiore di quella attuale. Nel 1788 ne venne separato il territorio che avrebbe costituito la contea di Clinton e nel 1813 il territorio della contea di Warren. Nel 1994 il capoluogo di contea fu spostato da Hudson Falls a Fort Edward.

## Comuni[4]
| - Argyle - town - Cambridge - town - Dresden - town - Easton - town - Fort Ann - town - Fort Edward (capoluogo) - town - Granville - town - Greenwich - town - Hampton - town | - Hartford - town - Hebron - town - Hudson Falls - village - Jackson - town - Kingsbury - town - Putnam - town - Salem - town - Whitehall - town |